# Lucho Macedo
Lucho Macedo (Lima, 18 de febrero de 1930-Lima, 2 de marzo de 2017) fue un músico, pianista, compositor y arreglista de salsa peruana, cuya Sonora fue una de las orquestas más innovadoras y exitosas en el mundo de la música latina. Su estilo empezó como Sonora Matancera pero luego iría evolucionando e incorporándole solos instrumentales tanto de guitarras como vientos, explorando géneros musicales desde la guaracha, son montuno, latín rock hasta el latín jazz.

## Historia
Nació en Lima el 18 de febrero de 1930, sus padres fueron don Luis Young, un pianista, compositor y arreglista que formó su “Orquesta Young Macedo” en 1933 y su madre fue Juana Agüero. Estudió a los 10 años batería y violín. Al culminar su etapa escolar decide estudiar arquitectura pero el ambiente tropical de los años 50s lo hace cambiar. Empieza a manejar el piano instrumento que luego le daría mucho éxito. Integró la orquesta “Panchito y sus Melódicos” que animaba el Restaurante La Cabaña, cuyo director era el argentino Freddy Rolland, que vino con Pérez Prado y se quedó en el Perú.

### La Primera Sonora Peruana
En 1955 viajó a Ecuador con la orquesta del cubano Rubén Menéndez. Luego de esta experiencia que duró aprox. un mes, decidió formar su propia orquesta, en ese momento tuvo una duda: "Una Sonora tipo La Matancera o una Orquesta a lo Pérez Prado", finalmente se inclinó por la Sonora y además la primera en el Perú. Luego reunió a distintos músicos y participó en el programa Concentración de Estrellas de Radio La Crónica, que fue conducido por David Odría. Obtuvo el premio y la banda firmó un contrato para tocar empezando en noviembre de ese año. El sonido de esta sonora era muy similar al de la Sonora Matancera y el grupo ganó mucha popularidad entre los radioyentes de Lima. A fines de ese mismo mes fue solicitado por el director Pedro Tello Cadenas de Radio San Cristóbal para acompañar a Celia Cruz quien llegaba por primera vez al Perú. Tras ese exitoso acompañamiento Manuel A. Guerrero director discos MAG lo contrató logrando así su consolidación. Poco a poco se fue internacionalizando, sellos como Peerless de México, Sonus de Venezuela, Discos Victoria de Colombia lanzaban obteniendo excelentes resultados. Luego de estos inicios con el sonido de la Sonora Matancera, empezaría una evolución musical que lo llevaría a ser una de las bandas más importantes en el mundo de la música latina y diferenciarse del sonido cubano, haciendo uso de arreglos más sofisticados y presencia de solos instrumentales con ciertos giros jazzísticos. Su piano marcaba diferencia, con suma facilidad iba del son a la guaracha así como de la música clásica al jazz.

### Internacionalización
En febrero de 1962 viaja a los Carnavales de Caracas en Venezuela. Siendo recibidos en el aeropuerto por mucho fanes con carteles como: "Bienvenidos Sonora Lucho Macedo". La Orquesta de Víctor Piñero los recibió interpretando el vals peruano “Estrellita del Sur” y “Alma Llanera”, la prensa de ese país como el Diario El Nacional, le dedicó una edición titulada Los Incas del Ritmo en Caracas. Luego viajó a los Carnavales de La Paz en Bolivia y también a las Ferias de Cali en Colombia obteniendo el mismo éxito.
En 1971 es contratado por el restaurante turístico El Tumi por 3 años. En ese tiempo acompañó con su orquesta a muchos de los artistas que venían a tocar a Lima como Xiomara Alfaro, Roberto Ledesma, Miguelito Valdés, Nelson Pinedo, Carlos Argentino, Leo Marini, Celio González, Celia Cruz, Olga Guillot, Rolando Laserie y Tito Rodríguez (Con este último grabaría el LP 25 Aniversario, demostrando su espectacular dirección orquestal).
En 1975 viaja a Nueva York para presentarse en el Madison Square Garden. Fue presentado por Daniel Santos, quien lo presentó diciendo: "Por su tamaño podría ser mi hijo, pero por su talento podría ser mi padre". En esta presentación la sonora estaba presentada por Carlos Hayre (Bajo), Coco Lagos (Conga), Richard Macedo (Su hijo, Timbal), Emilio Chulli (Trompeta), Tomás Rebata (Trompeta), Tito Chicoma (Trompeta), Mocho Bustamante (Güiro y Clave) y sus cantantes, Manolo Castro y Rosita Negreiros.
A su retorno al Perú, lanza un disco homenaje a Richie Ray titulado Sonido Bestial, pero no para la disquera MAG sino para el sello FTA y titulado la Orquesta Salsa Latina dirigida por Luis Young Agüero, el cambio de nombre no fue muy afortunado a pesar de esto el disco fue uno de los mejores grabados en esos años.
En 1987 regresó a Nueva York con el cantante Manolo Castro para integrar la orquesta de Johnny Pacheco, quien era admirador de la Sonora de Macedo. Alternó con Joe Quijano, quien tenía de pianista a Charlie Palmieri junto a ellos estaban también Canelita Medina de Venezuela y Cali Charanga de Colombia.
Falleció en su tierra natal a los 87 años de edad rodeado de sus familiares.

## Discografía
- Lucho Macedo Y Su Orquesta Canta Chiquito Macedo - Sabrosísimo
- Mosaicos de Lucho Macedo
- Esto es lo mejor de Lucho Macedo Vol. 1
- Merengue vs. Charanga
- A Guapachar con Lucho Macedo
- Lucho Macedo y Sus Cumbias
- Guayaba (Este disco tiene una peculiar parecido al estilo de Santana aunque este disco salió en 1967)
- Macedo Siempre Macedo
- A Bailar Con Lucho Macedo
- Lucho Macedo - Sus Cantantes Su sonora
- Lucho Macedo Y Su Sonora
- Esto Es Lo Mejor
- Secreto
- Inconfundible
- La Boa
- Salsa Y Sentimiento
- Trópico
- 50 aniversario (2005)[4]